# Gajus Julius Cæsar (praetor 92 f.Kr.)
Gajus Julius Cæsar (ca. 140 f.Kr. – 85 f.Kr.) var en romersk senator, en støtte til sin svoger, Gajus Marius, og Julius Cæsars far.

## Biografi
Cæsar var gift med Aurelia, et medlem af familierne Aurelia og Rutilia. De havde to døtre, kendt som Julia den Ældre og Julia den Yngre, og den senere diktatoren Julius Cæsar, som født i 100 f.Kr. Han var bror til Sextus Julius Cæsar (konsul i 91 f.Kr.).
Cæsars færd gennem cursus honorum er veldokumenteret, selvom de specifikke datoer forbundet med hans embeder er usikre. Ifølge to elogier opsat i Rom længe efter hans død, var Cæsar kommissær i kolonien i Cercina, militærtribun, kvæstor, praetor og proparaetor i Asien. Tidspunkterne for disse embeder er usikre. Kolonien er formentlig en af Marius' i 103 f.Kr. Broughton daterer prætorskabet til 92 f.Kr., mens kvæstorskabet var hen mod begyndelsen af 90'erne f.Kr. Sumner daterer hans embedsperiode som propraetor i Asien fra et tidspunkt i 92 f.Kr. til i hvert fald januar eller februar 90 f.Kr. Brennan daterer i modsætning guvernørposten til årtiets begyndelse.
Cæsar døde pludseligt i 85 f.Kr., i Rom, mens han en morgen var i gang med at tage sine sko på. En anden Cæsar, muligvis hans far, var død på samme måde i Pisa. Hans far havde sørget for han blev uddannet af en af de bedste talere i Rom, Marcus Antonius Gnipho. I sit testamente efterlod han sin søn størstedelen af sin ejendom, men efter at Marius' fraktion var blevet besejret i borgerkrigen i 80'erne f.Kr., blev denne arv konfiskeret af diktatoren Sulla.